# Германска митологија
Германска митологија се састоји од скупа митова који потичу из традиције германских народа, укључујући нордијску митологију, англосаксонску митологију и континенталну германску митологију. Митологија је била кључни елемент германског паганизма.

## Порекло
Како су се германски језици развили из протоиндоевропског језика, германска митологија је на крају развој протоиндоевропске митологије. Археолошки остаци, као што су петроглифи у Скандинавији, сугеришу континуитет у германској митологији барем од нордијског бронзаног доба.

## Митологија
Митови германских народа садрже приче фокусиране на германска божанства и низ других ентитета.

## Космологија
О почетку и крају света говори Волуспа, прва и најпознатија песма у Поетској Едди. Видовњакиња из Волуспа говори о томе како је свет почео са великим магичним ништавилом званим Гинунгагап, све док Один и његова два брата нису подигли Земљу из мора. Наишли су на стабла Аска и Ембла, које су створили у први људски пар.
Извештаји о Волуспау су у супротности са онима у Вафтруднисмалу и Гримнисмалу. Они кажу да је Один створио свет од тела дива Имира. Один и његова браћа су пак водили порекло од Бурија, којег је створила првобитна крава Ауðумбла. Паралеле са Ауðумблом налазе се у индоиранској религији, што сведочи о древном индоевропском пореклу германске митологије.
Централна тачка у германском космосу је дрво Игдрасил. Германска митологија прориче крај света у надолазећем Рагнароку.

## Божанства
Одређени број германских богова се помиње у старонордијској књижевности и деле се на Асире и Ванире. Аси су првенствено богови рата и доминирају потоњима, који су богови плодности и богатства.
Главни бог је Один, он се повезује са ратом, сеидром (вештичарством) и мудрошћу. Вероватно су га обожавали пре свега краљеви и племићи, а не обични људи. Один је господар Асгарда, пребивалишта богова, које укључује величанствену дворану Валхалу, где су примљени ратници који су погинули херојском смрћу у борби (Еинхерјар) како би их припремили да помогну Одину у надолазећем Рагнароку.
Одинова жена била је Фригг . Његов популарни син, од јотунн Јорðа, био је Тор, бог чији се атриобути повезују са грмљавином. Он барата чекићем Мјолниром, Тор је ступио у сукоб са јотнар (дивовима) и змијом Јормунгандом. Тор има много паралела у индоевропској митологији. Чини се да су га германски народи много обожавали, посебно ратници и обични људи. Значајан Торов брат је Балдер . Друге значајне личности у германској митокогији су бог преварантЛоки; Хејдмал, за кога се у Ригсþули наводи да је био отац три класе мушкараца; и Тир, бог који је повезан са ратом и који је изгубио руку од вука Фенрира, за кога су неки научници на основу лингвистичких доказа предложили да је можда био централно божанство у германском пантеону у ранијим временима.
У староскандинавској литератури, Асир и Ванир су описани као сукобљени. Кроз овај сукоб, одређени богови Ванир, као што су Њор, Фреја и Фрејр, придружују се Асима. Наглашене су сличности између Њорда и Нертуса, германског бога плодности којег Тацит помиње у Германији у 1. веку нове ере. Извори такође помињу бројне друге ентитете, као што је Хел, који надгледа локацију подземља са истим именом.

## Легендарна створења
Бројна легендарна створења се појављују у германској митологији, као што су дис, филгја, драугр, патуљци, вилењаци, као и јотнар, тролови и змајеви.

## Наслеђе
Током средњег века, германски народи су преобраћени у хришћанство. Проучавање германске митологије остало је важан елемент германске филологије од развоја ове области и тема је саставна компонента паганства, савременог оживљавања германског паганизма. Елементи германске митологије су преживели у модерном германском фолклору.